# Danh sách công ty công nghệ lớn nhất
Đây là danh sách công ty công nghệ lớn nhất thế giới xếp theo doanh thu. Đây là danh sách các công ty có hoạt động kinh doanh chính liên quan đến ngành công nghiệp công nghệ gồm phần cứng máy tính, phần mềm, điện tử, bán dẫn, Internet, thiết bị viễn thông, e-commerce và dịch vụ máy tính. Ghi chú: Danh sách giới hạn các công ty với tổng doanh thu hằng năm lên đến 50 tỉ USD.

## Danh sách
(Tất cả giá trị tiền tệ tính bằng tỷ đô la)
| Hạng | Công ty  | Công ty        | Ngành              | Doanh thu | FY   | Nhân viên | Giá trị vốn hóa | Trụ sở                    | Chú thích |
| ---- | -------- | -------------- | ------------------ | --------- | ---- | --------- | --------------- | ------------------------- | --------- |
| 1    | Hàn Quốc | Samsung        | Điện tử            | $212.68   | 2013 | 270,000   | $163.41         | Seoul, Hàn Quốc           | [ 3 ]     |
| 2    | Hoa Kỳ   | Apple Inc      | Điện tử            | $170.91   | 2013 | 80,300    | $453.03         | Cupertino, CA, Hoa Kỳ     | [ 4 ]     |
| 3    | Đài Loan | Foxconn        | Điện tử            | $132.07   | 2012 | 1,290,000 | $32.15          | New Taipei, Đài Loan      | [ 5 ]     |
| 4    | Hoa Kỳ   | HP             | Phần cứng          | $112.3    | 2013 | 317,500   | $60.84          | Palo Alto, CA, Hoa Kỳ     | [ 6 ]     |
| 5    | Hoa Kỳ   | IBM            | Dịch vụ điện toán  | $99.75    | 2013 | 433,362   | $187.95         | Armonk, NY, Hoa Kỳ        | [ 7 ]     |
| 6    | Nhật Bản | Hitachi        | Điện tử            | $87.51    | 2013 | 326,240   | $28.46          | Tokyo, Nhật Bản           | [ 8 ]     |
| 7    | Hoa Kỳ   | Microsoft      | Phần mềm           | $86.83    | 2014 | 128,076   | $370.31         | Redmond, WA, Hoa Kỳ       | [ 9 ]     |
| 8    | Hoa Kỳ   | Amazon.com     | Thương mại điện tử | $74.45    | 2013 | 117,300   | $160.49         | Seattle, WA, Hoa Kỳ       | [ 10 ]    |
| 9    | Nhật Bản | Sony           | Điện tử            | $72.34    | 2013 | 146,300   | $17.6           | Tokyo, Nhật Bản           | [ 11 ]    |
| 10   | Nhật Bản | Panasonic      | Điện tử            | $70.83    | 2013 | 327,512   | $22.7           | Osaka, Japan              | [ 12 ]    |
| 11   | Hoa Kỳ   | Google         | Tìm kiếm Internet  | $59.82    | 2013 | 53,546    | $380.64         | Mountain View, CA, Hoa Kỳ | [ 13 ]    |
| 12   | Hoa Kỳ   | Dell           | Phần cứng          | $56.94    | 2013 | 108,800   | $22.97          | Austin, TX, Hoa Kỳ        | [ 14 ]    |
| 13   | Nhật Bản | Toshiba        | Điện tử            | $56.20    | 2013 | 206,087   | $17.67          | Tokyo, Nhật Bản           | [ 15 ]    |
| 14   | Hàn Quốc | LG Electronics | Điện tử            | $54.75    | 2013 | 38,718    | $17.67          | Seoul, Hàn Quốc           | [ 16 ]    |
| 15   | Hoa Kỳ   | Intel          | Bán dẫn            | $52.70    | 2013 | 104,700   | $119.1          | Santa Clara, CA, Hoa Kỳ   | [ 17 ]    |

## Liên kết
1. ↑  "Top 50 Global Technology Companies". Datamonitor. Bản gốc lưu trữ ngày 3 tháng 2 năm 2009. Truy cập ngày 28 tháng 2 năm 2014.
2. ↑  "FT Global 500 2012" (PDF). Financial Times. Truy cập ngày 18 tháng 11 năm 2012.
3. ↑  Samsung Điện tử Announces Fourth Quarter & FY 2013 Results
4. ↑  "2013 Apple Form 10-K (page 25)". Apple. ngày 28 tháng 10 năm 2013. Bản gốc lưu trữ ngày 4 tháng 11 năm 2013. Truy cập ngày 4 tháng 2 năm 2014.
5. ↑  "Foxconn Annual Review 2012". Fortune.
6. ↑  "Hewlett-Packard Fourth Quarter and Fiscal 2013 Results". HP. Truy cập ngày 4 tháng 2 năm 2014.
7. ↑  "Financial Statements for International Business Machines Corp". Google.
8. ↑  "Hitachi Financial Statements". Hitachi.
9. ↑  "Financial Statements for Microsoft". Google.
10. ↑  "Amazon Financial Statements". Amazon. Bản gốc lưu trữ ngày 26 tháng 3 năm 2014. Truy cập ngày 28 tháng 2 năm 2014.
11. ↑  "Sony Financial Statements" (PDF). Sony.
12. ↑  "Financial Statements For Panasonic Corp". BusinessWeek.
13. ↑  "2013 Quarterly Earnings". Google. Truy cập ngày 4 tháng 2 năm 2014.
14. ↑  "Dell Financial Statements". Dell.
15. ↑  "Toshiba Financial Statements". Fujitsu.
16. ↑  "LG Điện tử Financial Statements". LG Electronics.
17. ↑  "Intel Financial Statements". Intel. Bản gốc lưu trữ ngày 16 tháng 9 năm 2015. Truy cập ngày 28 tháng 2 năm 2014.